# Rio Lees
O rio Lees é um rio das Bahamas, na Ilha Andros.